# ألقارغا
ألقارغا هي بلدة في مقاطعة يكباغ في ولاية قشقداريا في أوزبكستان.